# (769) Tatjana
(769) Tatjana ist ein Asteroid des Hauptgürtels, der am 6. Oktober 1913 vom russischen Astronomen Grigori Nikolajewitsch Neuimin in Simejis entdeckt wurde.
Der Asteroid ist vermutlich nach einer Kollegin des Entdeckers benannt oder aber nach der Heldin aus Puschkins Eugen Onegin.